# Teresa Abelló i Güell
Teresa Abelló i Güell   (Vinaixa, 8 de febrer de 1955) és una historiadora catalana de la Universitat de Barcelona (UB), especialitzada en moviments obrers.
Natural de Vinaixa. Doctora en Geografia i Història per la Universitat de Barcelona, la seva tesi doctoral, Les relacions internacionals de l'anarquisme espanyol (1881-1914), dirigida per Josep Termes i Ardèvol i defensada el 1984, va ser republicada el 1987 per «Edicions 62», on tracta de demostrar les connexions de l'anarquisme ibèric amb l'europeu. És professora titular de la UB (des de 1988).
El 2019 va ser nomenada com a membre numerària de l'Institut d'Estudis Catalans (IEC) per a la Secció Històrico-Arqueològica.

## Llibres
- Les relacions internacionals de l'anarquisme català (1881-1914), Barcelona, Edicions 62, 1987.[4]
- El movimiento obrero en España, siglos XIX y XX, Barcelona, Hipòtesi, 1997.
- L'Ateneu i Barcelona, 1 segle i 1/2 d'acció cultural, Barcelona, RBA-La Magrana, 2006 (coautora).
- El debat estatutari del 1932, Barcelona, Parlament de Catalunya, 2007.[8]
- La CNT. Papers d'exili i clandestinitat, Barcelona, Afers, 2013 (editora).
- Josep Termes: catalanisme, obrerisme, civisme: miscel·lània d'homenatge, Barcelona, Afers-Catarroja, 2014 (coeditora).